# 제10회 세자르상
제10회 세자르상의 시상식에 관한 내용이다. 영화 예술 및 기술 아카데미(Académie des Arts et Techniques du Cinéma)가 주관하며 1984년 최고의 프랑스 영화에 수여되는 시상식으로 1985년 2월 3일 파리의 엠파이어 극장(Théâtre de l'Empire)에서 열렸다. 이 행사는 시몬 시뇨레가 의장을 맡았고 피에르 체르니아가 사회를 맡았다. 마이 뉴 파트너 (1984년 영화)가 최우수 영화상을 수상했다.

## 수상 및 후보

### 작품상
- 마이 뉴 파트너 (1984년 영화) - 끌로드 지디 수상

## 같이 보기
- 제57회 아카데미상
- 제38회 영국 아카데미 영화상